# Моріс Мерло-Понті
Моріс Мерло-Понті (фр. Maurice Merleau-Ponty; 14 березня 1908, Рошфор-сюр-Мер — 3 травня 1961, Париж) — французький філософ, один з чільних представників феноменології і прихильник екзистенціалізму, на якого сильно вплинули Едмунд Гуссерль та Мартін Гайдеггер. Головним предметом його інтересу було формування значення в людському досвіді. Він писав про сприйняття, мистецтво, політику, релігію, біологію, психологію, психоаналіз, мову, природу та історію. Він був головним редактором лівого журналу Тан Модерн, який заснував разом з Жаном-Полем Сартром і Симоною де Бовуар у 1945 році.
В основі філософії Мерло-Понті лежить постійний аргумент на користь фундаментальної ролі, яку відіграє сприйняття у пізнанні світу людиною. Мерло-Понті розуміє сприйняття як постійний діалог між живим тілом і світом, який воно сприймає, в якому той, хто сприймає, пасивно і активно прагне виразити сприйнятий світ у взаємодії з іншими. Він був єдиним великим феноменологом першої половини двадцятого століття, який активно співпрацював з природничими науками. Саме завдяки цьому його праці стали впливовими в проекті натуралізації феноменології, в якому феноменологи використовують результати психології та когнітивних наук.
Мерло-Понті наголошував на тілі як первинному місці пізнання світу, виправляючи давню філософську традицію, яка вважала свідомість джерелом знання, і стверджував, що тіло, яке сприймає, і світ, який воно сприймає, не можуть бути відокремлені одне від одного. Артикуляція первинності втілення (corporéité) привела його від феноменології до того, що він назвав «непрямою онтологією» або онтологією «плоті світу» (la chair du monde), що відображено в його останній і незавершеній роботі «Видиме і невидиме» та останньому опублікованому есе «Око і розум».
Мерло-Понті займався марксизмом протягом усієї своєї кар'єри. Його книга 1947 року «Гуманізм і терор» широко сприймається як захист радянських фарсових судових процесів. Славой Жижек вважає[3], що він уникає остаточного схвалення ситуації в Радянський Союз, а натомість залучає марксистську теорію історії як критику лібералізму, щоб виявити невирішену антиномію в сучасній політиці між гуманізмом і терором: якщо людські цінності можуть бути досягнуті лише за допомогою насильницької сили, і якщо ліберальні ідеї приховують неліберальні реалії, то яким чином має бути прийняте рішення про справедливу політичну дію? [4] Мерло-Понті до кінця життя зберігав зацікавлені, хоча й критичні стосунки з лівими марксистами, особливо під час роботи політичним редактором журналу «Тан Модерн».

## Життєпис
Моріс Мерло-Понті народився 1908 року в Рошфор-сюр-Мер, департамент Шаранта-Інфері (нині департамент Приморська Шаранта), Франція. Його батько помер у 1913 році, коли Мерло-Понті було п'ять років. Після закінчення середньої школи в ліцеї Людовика Великого у Парижі Мерло-Понті став студентом Вищої нормальної школи, де навчався разом із Жаном-Полем Сартром, Симоною де Бовуар, Сімоною Вейль, Жаном Іпполітом та Жаном Валем. Як згадує Бовуар у своїй автобіографії, вона заприятелювала з Мерло-Понті і була в нього закохана, але зрештою виявила, що він занадто добре пристосований до буржуазного життя і цінностей, як на її смак. У лютому 1929 року він відвідував «Паризькі лекції» Едмунда Гуссерля. 1929 року Мерло-Понті отримав ступінь DES (diplôme d'études supérieures, приблизно відповідає магістерській дисертації) в Паризькому університеті, захистивши (нині втрачену) дисертацію La Notion de multiple intelligible chez Plotin («Поняття інтелігібельної множини у Плотіна») під керівництвом Еміля Бреєра. 1930 року він отримав агреже з філософії.
Мерло-Понті був вихований як римо-католик. Він дружив з християнським письменником-екзистенціалістом і філософом Габрієлем Марселем і писав статті для християнського лівого журналу «Еспріт», але покинув Католицьку Церкву в 1937 році, оскільки вважав, що його соціалістична політика несумісна з соціальною і політичною доктриною Католицької Церкви.
У статті, опублікованій у французькій газеті Ле-Монд у жовтні 2014 року, йдеться про нещодавні відкриття щодо ймовірного авторства Мерло-Понті у романі «Nord. Récit de l'arctique» (Grasset, 1928). Збіжні джерела від близьких друзів (Бовуар, Елізабет «Заза» Лакуан), здається, не залишають сумнівів у тому, що Жак Геллер був псевдонімом 20-річного Мерло-Понті.
Мерло-Понті викладав спочатку в ліцеї Бове (1931-33), а потім отримав стипендію для проведення досліджень від Національної каси наукових досліджень (Caisse nationale de la recherche scientifique). З 1934 по 1935 рік викладав у Шартрському ліцеї. Потім у 1935 році він став викладачем у Вищій нормальній школі, де навчав молодих Мішеля Фуко та Тхань Дик Тхао, і отримав докторський ступінь на основі двох важливих книг: «La structure du comportement» (1942) та «Phénoménologie de la Perception» (1945). У цей час він відвідував впливові семінари Александра Кожева про Гегеля та лекції Арона Гурвіча про гештальт-психологію.
Навесні 1939 року він був першим іноземним відвідувачем новоствореного Архіву Гуссерля, де ознайомлювався з неопублікованими рукописами Гуссерля та зустрічався з Ойгеном Фінком і Германом Ван Бредою. Влітку 1939 року, коли Франція оголосила війну нацистській Німеччині, він служив на фронті у французькій армії, де був поранений у бою в червні 1940 року. Повернувшись до Парижа восени 1940 року, він одружився з Сюзанною Жолібуа, лаканівською психоаналітикинею, і разом з Жан-Полем Сартром заснував підпільну групу опору під назвою «Під чоботом». Він брав участь у збройній демонстрації проти нацистських військ під час визволення Парижа. Після викладання в Ліонському університеті з 1945 по 1948 рік, Мерло-Понті читав лекції з дитячої психології та виховання в Сорбонні з 1949 по 1952 рік. 1952 року він очолив кафедру філософії в Колеж де Франс до своєї смерті в 1961 році, ставши наймолодшою людиною, яка була обрана на цю посаду.
Окрім викладання, Мерло-Понті також був політичним редактором лівого журналу «Тан Модерн» з моменту його заснування у жовтні 1945 року до грудня 1952 року. В юності він читав праці Карла Маркса, а Сартр навіть стверджував, що саме Мерло-Понті навернув його до марксизму. Е. К. Кубі стверджує, що хоча Мерло-Понті не був членом Французької комуністичної партії і не ідентифікував себе як комуніст, він виклав аргументи на користь радянських фарсових судів і політичного насильства заради прогресивних цілей у праці «Гуманізм і терор», опублікованій у 1947 році. Однак Кубі стверджує, що приблизно через три роки після цього він відмовився від своєї попередньої підтримки політичного насильства, відкинув марксизм і виступив за ліберальну ліву позицію в «Пригодах діалектики» (1955). Його дружба з Сартром і співпраця з «Тан Модерн» закінчилися через це, оскільки Сартр все ще мав більш прихильне ставлення до радянського комунізму. Згодом Мерло-Понті брав активну участь у французькій некомуністичній лівиці, зокрема в Союзі демократичних сил.
Мерло-Понті раптово помер від інсульту у 1961 році у віці 53 років, очевидно, під час підготовки до лекції про Рене Декарта, залишивши незавершений рукопис, який був посмертно опублікований у 1964 році разом із добіркою робочих нотаток Мерло-Понті Клодом Лефортом під назвою «Видиме і невидиме». Він похований на кладовищі Пер-Лашез у Парижі разом зі своєю матір'ю Луїзою, дружиною Сюзанною та їхньою донькою Маріанною.

## Погляди
Мерло-Понті працював над неопублікованими роботами засновника феноменології Едмунда Гуссерля. У той час він прийшов до висновку, що інтенція — це характеристика не тільки свідомості людини, але і всього людського ставлення до світу. Згодом він розробив поняття осмисленого, відкритого світові, досвідомого існування.

## Вибрані праці
Бібліографія Моріса Мерло-Понті величезна (див. окремий список праць Мерло-Понті у французькій вікіпедії), тут наводяться лише найвідоміші його праці:
- Структура поведінки / La structure du comportement, Paris, puf, 1942 7e éd. en 1972
- Феноменологія сприйняття / La Phénoménologie de la perception, Paris, nrf, Gallimard, 1945
- Гуманізм і терор / Humanisme et terreur, Paris, Gallimard, 1947
- Єдність душі і тіла у Мальбранша, Бірана і Бергсона / L'union de l’âme et du corps, Chez Malebranche, Biran et Bergson, Vrin, 1968, cours présentés par J. Deprun
- Сенс і нонсенс / Sens et non-sens, Paris, Nagel, 1948
- Науки про людину і феноменологія / Les sciences de l'homme et la phénoménologie, Centre de Documentation universitaire, réédité en 1975
- Відносини до іншого у дитини / Les relations avec autrui chez l'enfant, Paris, Centre de Documentation universitaire, réédité en 1975
- Хвала філософіх / Éloge de la philosophie, інавгураційна лекція в Колеж де Франс, 15 січня 1953 року, nrf, Gallimard, 1953
- Знаки / Signes, nrf, Gallimard, 1960
- Видиме й невидиме / Le visible et l'invisible, publié par Cl. Lefort, Gallimard, 1964
- Око і дух / L’œil et l'esprit, Gallimard, 1960
- Конспект лекцій (1952—1960) / Résumé de cours (1952—1960), Gallimard, 1968
- Проза світу / La Prose du monde, Gallimard, 1969.

Добрий огляд основних праць філософа пропонує видання видавництва Ґаллімар у серії Quarto:
- Oeuvres 2010 (réédition de l'essentiel de l'oeuvre de Maurice Merleau-Ponty), Éditions Quarto Gallimard, 1848 pages (ISBN 978-2-07-012875-4).

## Українські переклади
- Моріс Мерло-Понті, Феноменологія сприйняття. Пер. з фр., післямова та прим. О. Йосипенко, С. Йосипенко. — Київ.: Український Центр духовної культури, 2001. — 552 с. ISBN 966-628-004-3
- Моріс Мерло-Понті, Видиме й невидиме: З робочими нотатками. Пер. з фр. Є. Марічев; упоряд., авт. передмови та післямови К. Лефор. — Київ: Видавничий дім КМ «Академія», 2003.- 268 с. ISBN 966-518-203-X